# Лала Шахин-паша
Лала Шахин-паша (тур. Lala Şâhin Paşa; 1330 — после 1388) — османский военачальник и первый бейлербей Румелии.
Шахин-паша был учителем (лала) султана Мурада I. После вступления Мурада на престол в 1359 году лала Шахин возглавил османское завоевание Фракии и в 1360 году взял Дидимотику, а в 1362 году — Адрианополь, который стал столицей осман.
После этого Лала Шахин завладел городами Боруй и Филиппополь (1364). Как командир румелийских частей участвовал в битве при Черномене в 1371 году, а в 1382 году захватил Софию.
Сохранившийся доклад Лала Шахина о Софии — важный исторический источник.

## Память
Гробница Лала Шахин (возможно, его сына Шехабеддин-паши) находится в пловдивской мечети Шехабеддинова Имарет-джамия.
В честь Лала Шахина назван город Лалапаша в Восточной Фракии, Турция.